# Schlacht von Castiglione (1706)
Carpi – Chiari – Cremona – Castiglione (I) – Santa Vittoria – Luzzara – Cassano – Nizza – Calcinato – Turin – Castiglione (II) – Gaeta – Syrakus
Die Schlacht bei Castiglione (auch als Treffen bei Castiglione bezeichnet) in Oberitalien fand am 9. September 1706 während des spanischen Erbfolgekrieges zwischen österreichisch-kaiserlichen Truppen und französischen Einheiten statt. Sie endete mit einem französischen Sieg.

## Vorgeschichte
Die französische Hauptarmee wurde in der Schlacht bei Turin geschlagen und musste sich aber nach Frankreich zurückziehen, um das französische Territorium selbst vor einem möglichen Einmarsch der antifranzösischen Alliierten zu schützen.
Generalleutnant Jacques Léonor Rouxel de Médavy war mit einem Korps aus 25 Bataillonen Infanterie, 35 Eskadronen Kavallerie und 30 Geschützen mit zusammen etwa 15.000 Mann abgeordnet, am Mincio die kaiserlichen Truppen unter Prinz Friedrich von Hessen-Kassel, dem späteren schwedischen König, zu beobachten.
Nachdem der Prinz die Stadt Castiglione erobert hatte und das dortige von den Franzosen noch gehaltene Schloss zu belagern begonnen hatte, rückte Rouxel zum Entsatz heran. Friedrich von Hessen-Kassel ließ einige Truppen zur Fortsetzung der Belagerung zurück und zog den Franzosen entgegen. Er verfügte über 17 Bataillone, 30 Eskadrone und 24 Geschütze mit zusammen etwa 10.000 Mann.

## Verlauf
In der Ebene von Guidizzolo und Solferino trafen beide Armeen aufeinander. Es kam zu heftigen Kämpfen, in denen die kaiserlichen Fußtruppen anfangs erfolgreich waren. Einem französischen Kavallerieangriff auf ihre Flanken waren sie aber nicht gewachsen. Die kaiserliche Kavallerie konnte nur wenig ausrichten und wandte sich bald zur Flucht. Dieser schloss sich auch die Infanterie an.

## Folgen
Die Armee von Prinz Friedrich hatte Verluste von 4000 Mann und verlor sämtliche Geschütze. Die französischen Verluste dürften bei 1000 Mann gelegen haben. Der Prinz musste sich bis hinter Verona zurückziehen, um seine Truppen neu zu sammeln.